# Chr. K.F. Molbech
Christian Knud Frederik Molbech (født 20. juli 1821 i København, død 20. maj 1888 sammesteds) var en dansk digter og oversætter af Dantes Divina Commedia 1851-1863. Skrev bl.a. skuespillet Ambrosius (1877) og sangen "Roselil og hendes Moder".

## Liv og karriere
Chr. K.F. Molbech var søn af historikeren og biblioteksmanden Christian Molbech (1783-1857). Han blev i 1839 student, og fik i 1840 Københavns Universitets guldmedalje. Han giftede sig 19. februar 1859 i Kiel med Mathilde Krabbe (24. marts 1841 – 14. december 1914) datter af generalløjtnant Oluf Krabbe. Fra 1871 censor ved Det kongelige Teater indtil 1881. Han blev i 1879 Æresdoktor ved Københavns Universitet og slået til Ridder af Dannebrog i 1887.
Han er begravet i Sorø.
Mathilde Molbech boede som enke i huset "Spurvely" i Askov sammen med datteren Mathilde. Forfatteren Martin Andersen Nexø boede en tid hos dem i "Spurvely". Han fortæller i sine erindringer om stedet og datteren, der ligesom moderen hedder Mathilde Molbech.

## Børn
- Johanne Charlotte Molbech (9. november 1859 – 1928) gifter sig 1890 i Paris med den anerkendte franske forfatter Leon Henry Marie Bloy. I Frankrig kalder hun sig Jeanne Charlotte Molbech.
- Oluf Christian Molbech (1860 – 1927) forfatter
- Holga Marie Molbech (1863 – 1937) Konverterer under indflydelse af sin svoger Leon Henry Marie Bloy til katolicismen i 1893 og bliver religiøs lærer i Schweiz. Her kalder hun sig Marie Thérèse Molbech
- Knud Molbech (1866 – 1866)
- Mathilde Molbech (1873 – 1955) levede som ung sammen med sin mor i "Spurvely" i Askov.

## Ekstern henvisning
- Digte, biografi m.m. i Kalliope
- Chr. K.F. Molbech på Dansk Forfatterleksikon
- Sange i Wikisource